# Oberzeitlbach
Oberzeitlbach ist ein Kirchdorf und Ortsteil des Marktes Altomünster im oberbayrischen Landkreis Dachau.

Zur Gemarkung gehören auch das Kirchdorf Unterzeitlbach, die Weiler Humersberg, Oberndorf, Röckersberg und Ruppertskirchen und die Einöde Schauerschorn.

## Lage
Oberzeitlbach und seine Ortsteile liegen im Donau-Isar-Hügelland und damit im Unterbayerischen Hügelland, das zum Alpenvorland, einer der Naturräumlichen Haupteinheiten Deutschlands gehört.
Oberzeitlbach liegt circa 2,5 Kilometer südwestlich des Hauptortes Altomünster. Unterzeitlbach und Röckersberg liegen südöstlich, Ruppertskirchen östlich, Schauerschorn nordöstlich, Humersberg nördlich und Oberndorf westlich von Oberzeitlbach.
Durch Ober- und Unterzeitlbach verläuft die in nordwestlich-südöstlich verlaufende Staatsstraße 2047 von Aichach nach Dachau. Die südwestlich-nordöstlich verlaufende Kreisstraße DAH 2 von Hohenzell nach Altomünster durchquert Oberndorf, kreuzt die Staatsstraße St 2047 und umfährt Humersberg im Süden.
Durch Oberzeitlbach und Unterzeitlbach fließt der namengebende Zeitlbach in südöstlicher Richtung.

## Geschichte

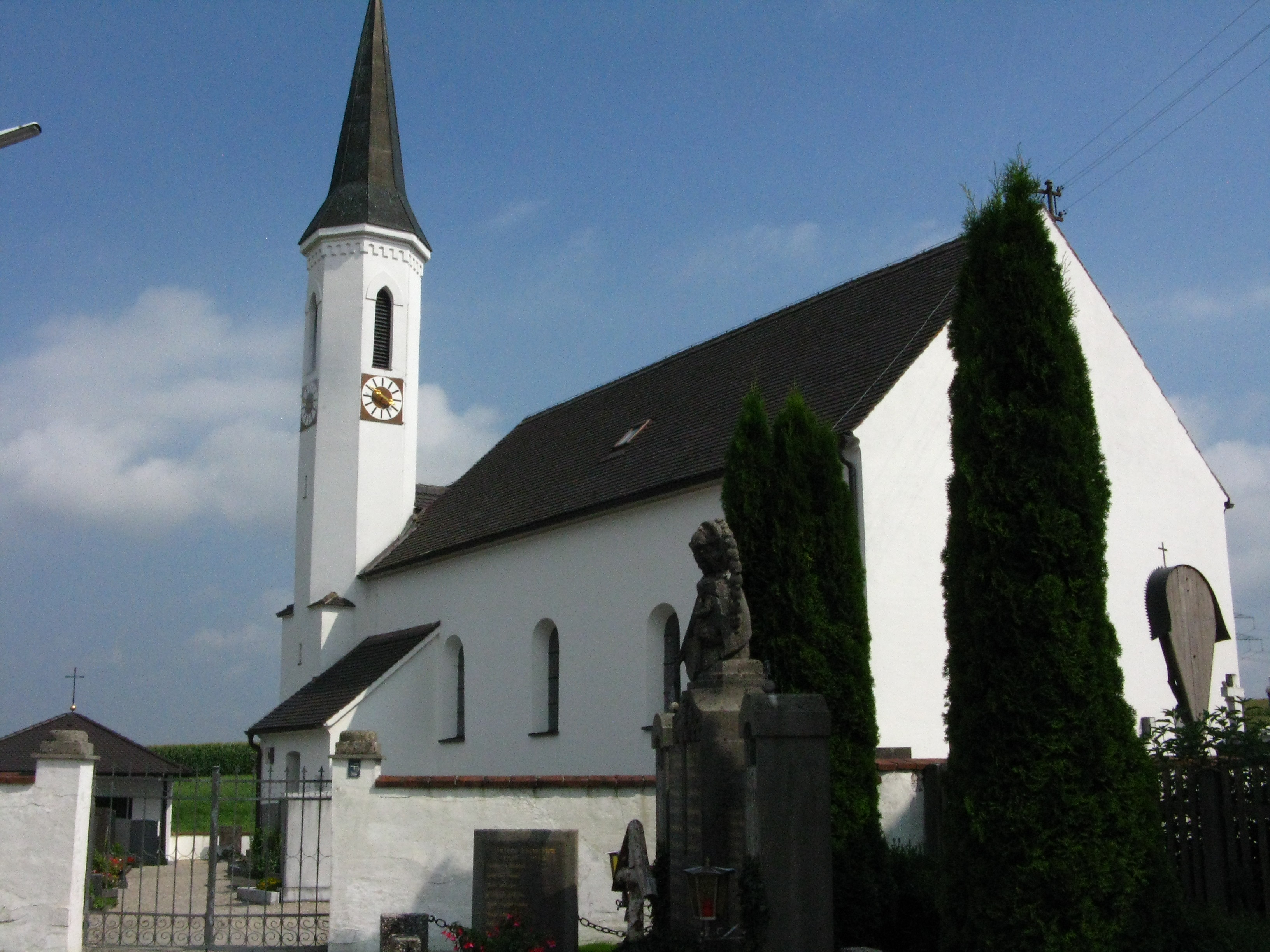
Oberzeitlbach, Kirche Mariä Himmelfahrt

Kirchlich gehören die katholische Filialkirche Mariä Himmelfahrt in Oberzeitlbach und die Kapelle Sankt Sebastian in Unterzeitlbach zur Pfarrei Sankt Alto in Altomünster, wie auch sämtliche Oberzeitlbacher Ortsteile.
Oberzeitlbach war eine selbständige Gemeinde im oberbayerischen Landkreis Aichach. Am 1. Juli 1972 kamen im Zuge der Gebietsreform in Bayern Oberzeitlbach und seine Ortsteile zum ebenfalls oberbayerischen Landkreis Dachau. Am 1. Januar 1976 wurde sie in den Markt Altomünster eingemeindet.

## Baudenkmäler
Es gibt in Oberzeitlbach vier Gebäude und ein Taubenhaus, die unter Denkmalschutz stehen. In den Ortsteilen Unterzeitlbach und Schauerschorn steht je eine Kapelle unter Denkmalschutz.